# Lenci
Pour l’article homonyme, voir Carlo Lenci.

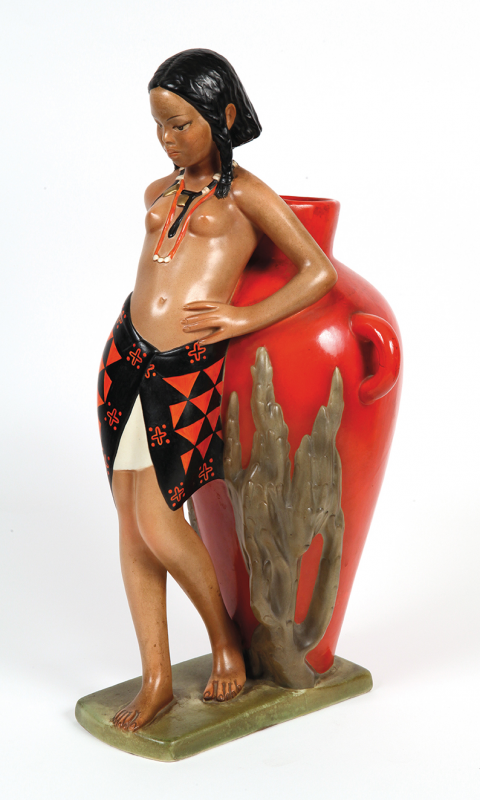
Statuette en faïence par Abele Iacopi, Manufacture Lenci, Turin, début XXe siècle

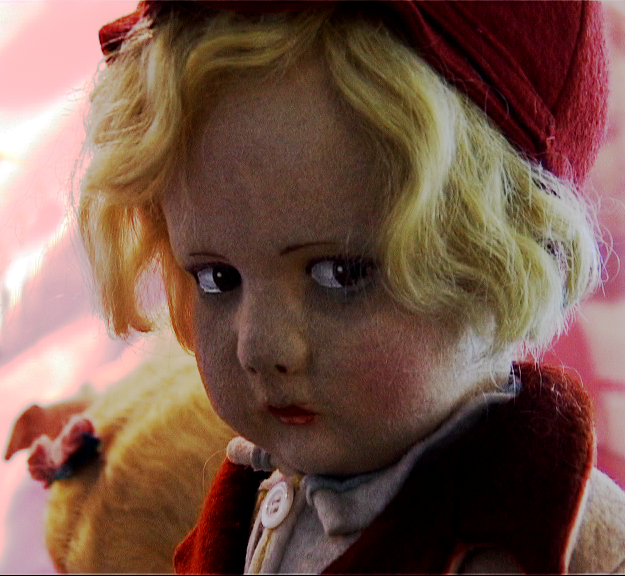
Une poupée (visage) Lenci au musée du jouet à Bad Lauterberg im Harz.

Lenci (Ludus Est Nobis Constanter Industria) est une entreprise de céramique et de fabrication de poupées en feutrine italienne créée en 1919 et située dans la ville de Turin, en Italie.

## Historique
Créée en 1919, elle produisit de 1929 à 1964, sous l’impulsion de l’épouse allemande du dirigeant, une large gamme de sujets décoratifs en faïence d’inspiration Art déco.
De nombreux artistes furent employés pour créer des modèles. Ces sujets, très recherchés des collectionneurs, atteignent couramment plusieurs dizaines de milliers d'euros.